# 小林喜光
小林喜光（日语：／ Kobayashi Yoshimitsu，1946年11月18日—）日本企业家。

## 生平
1946年出生于山梨县，毕业于东京大学。曾任经济同友会代表干事，现任日本化学会会长，日本工程院院长。